# Calycina
Calycina là một chi bọ cánh cứng trong họ Mordellidae.
Chi này được miêu tả khoa học năm 1922 bởi Blair.

## Các loài
Chi này gồm các loài:
- Calycina borneensis (Blair, 1922)
- Calycina guineensis (Blair, 1922)
- Calycina impressa (Pic, 1931)
- Calycina major Nomura, 1967
- Calycina nigriceps (Blair, 1922)
- Calycina nigroapicalis Nomura, 1967
- Calycina palpalis (Blair, 1922)
- Calycina sericeobrunnea (Blair, 1915)
- Calycina sudanensis Ermisch, 1968
- Calycina tarsalis (Blair, 1922)